# Брусничне (сорт яблук)
Брусничне — один із нових сортів яблуні, виведених у Росії, у Всеросійському селекційно-технологічному інституті садівництва та питомниківства, від сіянця невідомого сорту. Дерево ранньоосіннього плодоносіння.
Дерево низькоросле, вступає в плодоносіння на другий-третій рік, добре переносить зиму, відзначається стійкістю до захворювання паршею (проявляється тільки в дощові роки).
Найкращі запилювачі: Мелба, Суйлепське, Білий налив.
Плоди достигають в кінці серпня — на початку вересня. Яблука цього сорту мають середню вагу 80 г, світло-кремового забарвлення з нерівномірно розмитим рум'янцем. М'якуш кремовий, ніжний соковитий, з сильним ароматом. Смак приємний, винно-солодкий. Однак плоди цього сорту зберігаються тільки 3 тижні, до того ж схильні до опадання, дрібнішають в урожайні роки.